# O Xote das Meninas
O Xote das Meninas é uma composição musical de Luiz Gonzaga e Zé Dantas

## Descrição
A composição é uma crônica musical com descrição da transição da infância para a adolescência no Nordeste brasileiro.

## Letra
Feita com palavras simples, às vezes uma corruptela coloquial:

Mandacaru quando fulora na seca

É o sinal que a chuva chega no sertão
No início, a palavra fulora, corruptela de flora, por suarabácti, tem duas razões: descrição no falar coloquial e a necessidade do ritmo no xote. É uma metáfora sobre o desenvolvimento relacionada à natureza e ao quotidiano sertanejo.
O estribilho: um verso decassílabo com ritmo heroico, bem cadenciado no xote, diz repetindo:

Ela só quer, só pensa em namorar.

Ela só quer, só pensa em namorar.
Nos sintomas de desenvolvimento e transição infância-puberdade, há a perda de interesse por bonecas e a mudança de vestuário e de comportamento. Em misto de versos dodecassílabos e bárbaros, diz:

Toda menina que enjoa da boneca

É sinal que o amor já chegou no coração.

Meia comprida, não quer mais sapato baixo,

vestido bem cintado, não quer mais vestir timão
O andamento muda. Toda em iambos, em versos de arte menor, diz:

De manhã cedo 

já está pintada,

só vive suspirando, 

sonhando acordada.
A crônica, então, descreve as reações do pai e o diagnóstico do médico.

O pai leva ao doutor 

a filha adoentada.

Não come nem estuda,

Não dorme e nem quer nada
Novamente o andamento muda:

Mas o doutor 

nem examina.

Chamando o pai do lado, 

lhe diz logo em surdina...
Conclui dizendo que

pra tal menina 

não há um só remédio

em toda medicina.

## Intérpretes
O Xote das Meninas foi interpretado por:
- Luiz Gonzaga - Seu autor, junto com Zé dantas
- Elba Ramalho[4]
- Alceu Valença[5]
- Gilberto Gil[6]
- Luan[7]